# Maria Lopez
Andrée Hausammann, ou Andrée Hausamann dite Maria Lopez, est une cantatrice d'opéra et d'opérette, chanteuse de variétés française et une meneuse de revue, née le 17 mai 1928 à Dijon.

## Biographie

### Enfance
Andrée Suzanne Henriette Hausammann est la fille du mécanicien Georges Henri Aglaé Hausammann, fils d'un Horloger Suisse et d'Hélène Marchionatti, domiciliés au no 61 de la rue d'Auxonne à Dijon.

### Formation
Elle entre au Conservatoire de Dijon à l'âge de 8 ans, intègre la classe de maitre Borel à l'âge de 14 ans et y obtiendra un premier prix de Comédie. Son grand oncle Eugène Foveau, professeur au Conservatoire national de Paris, la présenta à la directrice d'une classe de chant madame Cesbron-Viseur qui, après l'avoir entendue, lui conseille de se présenter au concours d'admission. Elle entre ainsi au Conservatoire national de Paris en 1945 et réussit à obtenir, chose rare, les trois premiers prix ː de chant (classe de madame Cesbron-Viseur) en 1948, d'Opéra (Rozenn dans Le Roi d'Ys) et d'Opéra-Comique (classe de maitre Cabanel) en 1949. Elle suivra également les Cours Simon.

### Carrière
Dès le mois de septembre 1949, elle interprète Mimi de La Bohème sur la chaine nationale de la radio. Andrée sera également engagée par Georges Hirsch à l'Opéra de Paris mais refusera de changer son nom qu'il juge pas assez euphonique. L'année suivante et après avoir occupé plusieurs rôles secondaires à l'Opéra de Paris, elle rencontre Francis Lopez avec qui elle se fiance et prend le patronyme pour son nom de scène Maria Lopez.
A partir de décembre 1950 et jusqu'à l'hiver 1951, elle connait un vif succès au Théâtre du Châtelet lorsqu'elle interprète Allegria, aux côtés de Georges Guétary, dans l'Opérette Pour don Carlos. Ce dernier déclara que « nous n'avions plus eu de chanteuse de cette qualité depuis Yvonne Printemps ». Elle est alors pressentie pour jouer son premier grand rôle au cinéma aux côtés de Tino Rossi, dans le film musical Au pays du soleil, mais sera finalement remplacée par Véra Norman suite à la rupture de ses fiançailles avec Francis Lopez (qui l'autorisera néanmoins à conserver son nom de scène) en août 1951.  
Son personnage d'Allegria devant être initialement relayé durant ce tournage (en alternance par Simone Cordat et Madette Marion), elle profita de cette pause pour accompagner Georges Guétary sur le film Une fille sur la route de Jean Stelli mais la Presse ne cessera de supposer une idylle entre eux,.
Elle sera ensuite pressentie pour interpréter une princesse aux côtés de Georges Guétary dans l'œuvre cinématographique Czardas de Jean Stelli, rôle alors refusé par Lily Pons et Marta Eggerth mais le film ne verra pas le jour. Elle sera également projetée dans rôle d'Eva Marchal dans Le Chanteur de Mexico aux côtés de Luis Mariano et Lilo avant d'être remplacée par Jacqueline Chambard, contrainte au repos par ordre médical.
Les 21 et 22 novembre 1951, elle enregistre des extraits de Pour don Carlos sous le label La Voix de son maître, dans le même studio et avec la même orchestre que Georges Guétary, lui sous le label Pathé,.
Au début de l'année 1952, elle progresse en technique de l'enregistrement avec deux nouvelles chansons à son répertoire, Tu ne savais pas et Bali, puis se consacre à la Radio en attendant de créer une nouvelle Opérette. Elle sera ainsi projetée dans le rôle de Mimi dans La Route fleurie, avant qu'il ne revienne à Claude Arvelle, sa carrière étant interrompue, contrainte à un long repos pour des raisons de santé,,,. 
Elle réapparaitra en 1956 sous les traits de la marquise de Las Marismas dans le film Si Paris nous était conté de Sacha Guitry puis interprète la danseuse de cabaret Amanda dans le film Gervaise de René Clément.
Elle retravaille ensuite avec Francis Lopez entre 1957 et 1959 dans l'Opérette Tête de Linotte aux côtés d'Annie Cordy qui racontera dans son livre Nini la chance ː 
« Une de nos partenaires, la fort belle Maria Lopez » ... « avait une vie sentimentale agitée » ... « Elle entretenait à l'époque une relation avec un homme au sang chaud et à la jalousie maladive, le bras droit de Pierrot le Fou, pour le situer. De quoi la soupçonnait-il ? On ne l'a jamais su, mais il la poursuivait dans les coulisses », si bien qu'un soir au beau milieu d'une représentation « Maria est partie en courant. Ils sont allés régler leurs comptes dans la rue, tandis qu'on baissait le rideau avant d'annoncer aux spectateurs qu'une comédienne venait d'avoir un léger malaise ... Peu de temps après, Maria revenue, on a repris la représentation ».
Entre temps, elle enregistre en 1958 sous la label Teppaz trois Extended play dont la chanson "Un certain sourire", du film américain du même titre, qui connait un grand succès, y compris en France où la chanson est adaptée par Hubert Ithier et André Salvet.
Elle redirige ensuite sa carrière Outre-Atlantique en 1959, pour un temps comme elle l'a commencé sur un air d'Opéra, en enregistrant sous le label américain Epic le personnage de Fraquista de Carmen, orchestré par Pierre-Michel Le Conte. 
Elle fait également partie de la 1re édition des Folies Bergère au Tropicana Las Vegas, inaugurée le 25 décembre 1959, en tant que meuneuses de revue sous le nom de Mademoiselle Fantaisie,, jusqu'en décembre 1960,. 
Le journal Las Vegas Sun publira : « Lors de la première des sensationnelles et fabuleuses Folies Bergère de Paul Derval à l'hôtel Tropicana, un parterre de vedettes parisiennes, Maria Lopez, était l'un des atouts les plus remarquables du spectacle » tandis que le journal Variety relatera : « Maria Lopez et Gina Genardi captivent avec leurs chants et la musique arrangée pour ce passage par Ray Sinatra est exceptionnelle ».

## Vie personnelle
La chanteuse et le compositeur Francis Lopez se sont fiancés à l'hôtel Carlton le 12 juin 1950. Ce dernier lui offrira pour l'occasion une bague sertie d'un brillant central autour duquel s'ajoute « une couronne de notes de musique figurées par des minuscules rubis ». 
Le couple ayant tous deux une grand-mère qui s'appelait Maria, elle décide d'utiliser comme nom de scène Maria Lopez.
Francis et maria rompront en août 1951 et une idylle sera supposée entre elle et le chanteur Georges Guétary,. 
Le 12 août 1954, elle épouse Jean-Charles Boillin au 17e arrondissement de Paris.

## Filmographie

### Cinéma

#### Long métrage
- 1956 : Si Paris nous était conté de Sacha Guitry : la marquise de Las Marismas
- 1956 : Gervaise de René Clément ː Amanda

### Télévision

#### Émissions
- 1950 : Émission "Les étrennes de Paris", de Jacques Floran et mise en scène de Claude Barma, Gala radiodiffusé et télévisé depuis le Grand Rex sur 441 lignes[48], après la première française du film Autant en emporte le vent[49].

- 1959 : Émission "Le tour du Paris en 80 minutes", diffusée sur la première chaine de la RTF, présentée par Jean Nohain[50].
- 1959 : Émission "Soir d'été", enregistrée au Casino d'hiver de Cannes, diffusée sur la première chaine de la RTF, présentée par Claude Darget et Anne Béranger, interprétation de la chanson "C'est plus fort que moi", orchestre du Palm Beach de Benny Vasseur et André Paquinet[51].

## Spectacles

### Ouverture
- 1944 : Stellus de Louis Dumas, d'après le poème de son frère Charles Dumas au Grand théâtre de Dijon ː personnage de Monique[52]

### Opéras
- 1949 : Le Roi d'Ys (1er prix au conservatoire[6]) ː personnage de Rozenn, fille du roi
- 1949 : La Flûte enchantée à l'Opéra de Paris ː personnage d'un enfant[53]
- 1949 : Faust à l'Opéra de Paris ː personnage de Siebel[53]
- 1950 : Roméo et Juliette à l'Opéra de Paris ː personnage de Stéphano[53]

### Opérettes
- 1950-1951 : Pour Don Carlos, musique Francis Lopez, livret André Mouëzy-Éon, chansons Raymond Vincy d'après Pierre Benoit, mise en scène Maurice Lehmann, au Théâtre du Châtelet[54] ː personnage d'Allegria.
- 1957-1958 :  Tête de Linotte, musique Francis Lopez, livret Raymond Vincy, mise en scène Léon Ledoux, au Music-hall ABC[55],[56],[57],[58] ː personnage de Rosita.
- 1959 :  Tête de Linotte, musique Francis Lopez, livret Raymond Vincy, mise en scène Léon Ledoux, au Théâtre des Célestins[55] ː personnage de Rosita.

### Music-hall
- 1959-1960 : Revue «Ah ! Quelle Folie» des Folies Bergère au Tropicana Las Vegas, de Paul Derval, mise en scène par Lou Walters avec l'orchestre de Herman kaye, dirigé par Ray Sinatra ː surnommée Mademoiselle Fantaisie[38].

## Radio

### Oratorio
- 1949 : "Les Saisons" de Joseph Haydn sur la chaine Paris Inter, orchestre de Louis Martin ː personnage de Jeanne (Hanne)[59].

- 1949 : "Jeanne d'Arc au bûcher" d'Arthur Honegger, orchestre de Louis Martin ː personnage de Jeanne d'Arc[60]

### Opéra
- 1949 : "La Bohème" de Giacomo Puccini sur la chaine nationale, orchestre de Jules Gressier ː personnage de Mimi[6].

### Opérettes
- 1950 : L'Opérette "Les Linottes" sur la chaine "Le Programme Parisien", de Robert Dieudonné et Carpentier d'après le roman de Georges Courteline, musique d'Édouard Mathé et orchestre d'Edouard Bervilyː personnage d'Anita[61].
- 1951 : L'Opérette "Pour Don Carlos" sur la chaine France Paris Inter, musique Francis Lopez, livret André Mouëzy-Éon, chansons Raymond Vincy d'après Pierre Benoit, orchestre de Felix Nuvolone[62] ː personnage d'Allegria.
- 1959 : L'Opérette "Tête de linotte" sur la chaine RTF, musique Francis Lopez, livret Raymond Vincy, orchestre d'Emile Noblot ː personnage de Rosita[63].

### Diffusion en direct
- 1949 : Interprétation de "L'Enfant prodigue" de Claude Debussy sur la chaine France Paris Inter, accompagnée au piano par Babault François[64].
- 1956 : Interprétation de la chanson "Veux-tu savoir" sur la chaine "Le Programme Parisien" depuis le Théâtre de la Gaîté-Lyrique, extrait de Pour don Carlos, orchestre de Jacques-Henry Rys[65].

### Émissions de radio
- 1950-1951 : Émissions "On dîne" sur la chaine "Le Programme Parisien", présentée par Anne-Marie Duverney et Georges Lourrier, préparée par Pierre Guitton et Pierre Harvet[66],[67],[68],[69].

- 1951 ː Émission "Dans tous les ciels", de Jacqueline Ascain et Raymond Marcillac, avec l'orchestre de Pierre Allier[70].

- 1951 ː Émission "Du beau, du bon, du bonheur" sur la chaine "Luxembourg" et "Monte-Carlo", de Ded Rysel et présentée par Edith Lanzac[71],[72].

- 1951 ː Émission "L'alphabet des vedettes « L »" sur la chaine "Luxembourg", réalisé par René marc[73].

- 1951 ː Émission "Au rendez-vous du vieux moulin" sur la chaine "Le Programme Parisien", de Marcel Dabadie, présentée par Christiane Carpentier et Paul Barré, avec André Dassary et accompagnés par l'orchestre de Georges Derveaux.[74]

- 1951 ː Émission "Jeux de dames" sur la chaine "Programme Parisien", de René Rouzaud, avec Georges Guétary , Liliane Bert et l'orchestre de Marius Coste[75]

- 1951 ː Émission publique "Sept-Huit-Neuf" sur la chaine "Paris-Inter", animée par Jacqueline Joubert[76]

## Activités annexes

### Concerts
- 1949 : Gala de Variétés au Grand Théâtre de Dijon, avec le chanteur Jack Gauthier, la chanteuse Jemmy Walker, l'actrice Lucy Clorival, le pianiste Jean Cazenave ainsi que le ballet et l'orchestre du Grand Théâtre[108].

- 1950 : Grand Gala de l'hôtel Miramar à Biarritz, organisé par son directeur monsieur Delahalle, interprétation en avant première d'airs de Pour Don Carlos, accompagnée par Francis Lopez[109].

- 1950 : Gala de Variétés au Parc Grammont de Biarritz, avec Henri Rossotti et son orchestre, la chanteuse Christiane Blondell ou encore Gaston Gabaroche[110].

- 1950 : Gala Musical et Folklorique de Sare, concert avec Luis Mariano[111].

- 1950 : Le jour de l'Assomption à la chapelle des Dominicains de Biarritz, interprétation de plusieurs cantiques[112].

### Evénements
- 1950 : Salon de la femme et de la beauté au Palais des glaces, interprétation en avant première d'airs de Pour Don Carlos[113].

- 1950 : Grand diner de Gala à Saint-Jean-de-Luz, sous la présidence de Francis Lopez[114].

- 1951 : La Journée des Artistes, organisée par le comité de la Chaussée-d'Antin lors de la célébration du bimillénaire de Paris, avec François Périer, Marie Daëms, Bernard Lajarrige, Georges Guétary, Aimé Barelli, Vincent Scotto et Simone Renant[115].

- 1954 : Soirée de l'Opérette, organisée par Francis Lopez en son domicile, relatée par Jean Nohain, illustré par Jean Bellus et photographiée pour le magazine Marie Claire, avec Luis Mariano, André Dassary, Tilda Thamar, Georges Guétary, Jane Sourza, Annie Cordy, Rudy Hirigoyen, Frédéric O'Brady, Albert Willemetz, Gisèle Robert, Jacques Laurent, Bourvil, Arlette Poirier, Andrex, Jacques Morel, Maurice Baquet et sa femme Jacqueline Figus, Colette Riedinger, Benoît-Léon Deutsch.[116].

- 1957 : Cérémonie de remise de l'insigne de commandeur dans l'ordre du dévouement artistique à Léon Ledoux au théâtre ABC, avec Annie Cordy et Jean Richard[117].

- 1958 : Gala d'élégance parisienne « la Belle et la Bête » au Jardins des jardins des Ambassadeurs, avec les actrices Yolande Magny et Christel Mathieu[118].

- 1959 : Concours du plus Bel Hercule de France à Paris au cinéma Les Folies, accompagnée de Steve Reeves et Marie-José Nat[119].

### Humanitaire
- 1944 : Gala des prisonniers de guerre à Dijon, organisé par messieurs Stockmann et Maldant, interprétation de chants[120]

- 1950 : Gala de bienfaisance au théâtre du Châtelet, avec Georges Guétary, au profit des orphelins de guerre et de l'enfance malheureuse[121].

- 1951 : Gala de l'Union des artistes au Cirque d'Hiver, présidé par Jacques Dumesnil, avec plus de 200 artistes dont Michèle Morgan, Martine Carol, Elvire Popesco, Arletty, André Luguet, Maurice Baquet, Simone Renant, Jacques Charon, Robert Hirsch ou encore Danièle Delorme et Mistinguett[122].

- 1951 : Gala de bienfaisance pour « les Biarrots ... et pour les gosses » au Cluny-Palace, organisé par André Dassary, avec Les Frères Jacques, Jean Rigaux, Fanély Revoil et Luis Mariano[123].

- 1951 : Gala de l'Union des évadés de France, avec Georges Guétary, retransmis partiellement à la Radio sur la chaine "Paris Inter"[124].

## Distinctions

### Récompenses
De par le nombre important de prix décerné pendant sa formation, Claude Delvincourt disait d'elle : « Je ne vous présente pas une chanteuse, je vous présente un palmarès »
Au Conservatoire de Dijon ː
- En 1938 : 1ère médaille de solfège (classe de monsieur Brille)[125]

- En 1939 : 2ème médaille de solfège (classe de monsieur Déon)[126]

- En 1942 : 2ème médaille de solfège (classe de monsieur Déon)[127]

- En 1943 : Seconde médaille de solfège (classe de monsieur Déon)[128]

- En 1943 : 1er accessit à l'unanimité de Tragédie (classe de monsieur Borel)[129]

- En 1943 : 1er accessit de Comédie (classe de monsieur Borel)[129] pour son interprétation dans L'École des femmes[130]

- En 1944 : 1er accessit de Solfège (classe de monsieur Déon)[131]

- En 1944 : 2ème Prix de Tragédie (classe de monsieur Borel)[7]

- En 1944 : 1er Prix de Comédie (classe de monsieur Borel)[7] pour son interprétation dans L'Aiglon[60]

Au Conservatoire national de Paris ː
- En 1947 : 3ème médaille de Solfège

- En 1947 : 2ème Prix de chant (classe de madame Cesbron-Viseur)

- En 1947 : 1ère médaille de Vocalise

- En 1948 : 2ème médaille de Comédie parlée

- En 1948 : 1ère médaille de Solfège

- En 1948 : 1er Prix de Chant (classe de madame Cesbron-Viseur)

- En 1949 : 1ère médaille de Comédie parlée

- En 1949 : 1er Prix d'Opéra (classe de maitre Cabanel) pour son interprétation de Rozenn dans Le Roi d'Ys[6]

- En 1949 : 1er Prix d'Opéra-Comique (classe de maitre Cabanel)